# 키프리아누스

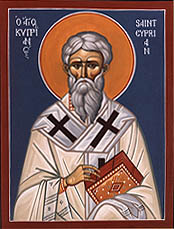
성 키프리아누스

타스키우스 카이킬리우스 키프리아누스(라틴어: Thascius Caecilius Cyprianus, 200년?-258년), 타시우스 체칠리우스 치프리아누스, 치프리아노 또는 키프리안(Cyprian)은 기독교의 주교이다. 로마 가톨릭교회에서는 교부로 여겨 존경하며, 성공회에서도 성인으로 존경한다.

## 생애
키프리아누스는 북아프리카의 비기독교 집안에서 태어났으며, 당시 관례에 따라 고등교육을 받았다. 연설가로 인정받은 키프리아누스 주교는 젊은 시절에 수사학 교수로 활동했으며, 북아프리카 카르타고의 카이킬리아누스(체칠리아누스)사제의 영향으로 246년 기독교인이 되었다.
세례를 받은 그는 자신의 재산을 팔아서 가난한 사람들에게 나눠주는 청빈을 실천했으며, 248년(혹은 249년) 카르타고 교구의 주교가 되었다. 뛰어난 학식과 열심으로 사목한 그는 발레리아누스 황제가 기독교도들을 박해하던 때인 258년 순교하였다. 그는 자신에게 영향을 준 터툴리안(테르툴리아누스)과는 달리 학문적인 깊이나 창의성은 없었으나, 자비롭고 부드러우며 순전하고 조화의 영성을 갖고 있었다.

## 사상과 신학
키프리아누스는 재물이 그리스도를 따르지 못하게 하는 위험성이 있음을 알고 있었다. 당시 로마제국에서는 데키우스 황제에 의해 옛 신들에 대한 숭배를 강제되었는데, 이를 거부하는 자는 재산몰수, 고문, 처형, 추방으로 탄압했다. 이 박해는 250년에서 251년 부활절까지 있었는데, 당시 부자 신자들은 재산을 지키기 위해 배교했다. 이를 본 키프리아누스는 교우들에게 사치하지 말 것과 재물을 가난한 사람들을 위해서 쓸 것을 충고했다.
형제들아, 진실을 가장하지 말라. 우리의 상처를 감추려고 하지도 말라. 자신의 재산에 대한 사랑에 눈이 멀어서 많은 사람들을 속였다. 그들의(배교자들의)재산이 사슬처럼 그들을 속박할 때, 그들은 벗어날 준비가 되어 있지 않았다. 그들의 재산은 그들에게 족쇄였고, 그들의 재산은 덕행을 저지하며 믿음을 고갈시키며, 영을 매이게 하고, 혼을 방해하는 멍에였다. 그래서 세상적인 것에 매인 그들은 사탄을 위한 노획물이며, 먹이였다. 그러므로 미래를 예견하면서 주님은 말씀하셨다. "네가 완전해지려거든 가지고 있는 것을 팔아 가난한 사람에게 주어라. 그러면 하늘에서 보화를 쌓을 것이다.와서 나를 따르라."그러나 어떻게 그들의 재물에 매여 있는 그들이 그리스도를 따를 수 있겠는가? 세상적 욕망으로 무거운 짐을 지고 있는 그들이 어떻게 하느님 나라를 추구하며 높은 정상에 오를 수 있겠는가? 그들은 그들이 더 많은 것을 가졌을 때 그들이 가졌다고 생각한다. 그러나 그들은 그들 소유의 종으로서, 그들 그들 자신의 재산의 주인으로서가 아니라, 그들의 재산에 묶여 있는 종으로서 있는 것이다. 《on the lapsed》

당신은 당신이 부유하다고 말할 수 있다. 그리고 당신은 하느님이 당신에게 소유하게 하신 이것을 사용해야 한다고 생각한다.그것을 사용하라. 그러나 구원을 이루는 일을 위해서 사용하라. 사용하라. 그것을. 그러나 좋은 목적을 이루기 위해서 사용하라. 사용하라. 그것을. 그러나 하느님이 명령하셨고, 하느님이 시작하신 것을 위해서 사용하라. 가난한 사람들이 당신이 부자라는 것을 느끼게 하라. 당신의 재산을 하느님께 빌려드려라. 그리스도에게 음식을 대접하라. 많은 사람들의 기도가 하느님을 움직여서 당신이 순결한 삶의 영광을 얻도록 그래서 주님의 상급을 얻도록 하라. 도적이 없는 곳에 당신의 재물을 맡겨라.《처녀들의 의상에 대해서》(on the Dress of Virgins)

키프리아누스 주교 당시 교회에서는 이단 종파에서 세례를 받은 신자가 다시 보편 교회로 돌아온다면, 세례를 주어야 하는가에 대한 논의가 있었다. 키프리아누스는 교회밖에는 구원이 없다는 선언을 통해, 교회밖에는 성령께서 활동하시지 않으므로 다시 세례를 받아야 한다고 보았다. 하지만 그의 주장에 대해 자유로운 영인 성령을 교회안에만 가두는 편협한 성령론이라는 비판이 있다. 이 문제에 대한 다른 주장들로는 세례는 그리스도께서 베푸시는 성사이므로 삼위일체 하느님의 이름으로 세례를 주었다면 인정해야 한다는 주장(아우구스티누스 주교, 현재 로마 가톨릭의 공식적인 가르침이기도 하다.), 안수만 해서 받아들여야 한다는 주장(로마교구의 스테파누스 주교)도 있는데, 스테파누스 주교가 키프리아누스에게 파문을 위협할 정도로 심각한 의견마찰을 겪었으나, 스테파누스의 순교로 문제는 해결되지 않은 채 해소되었다.